# Мотійківська сільська рада
Мотійківська сільська рада (до 1990 року — Христинівська сільська рада) — колишня адміністративно-територіальна одиниця та орган місцевого самоврядування у Народицькому і Овруцькому районах Коростенській і Волинській округах, Київської й Житомирської областей Української РСР та України з адміністративним центром у с. Мотійки (до 1990 року — с. Христинівка).

## Населені пункти
Сільській раді були підпорядковані населені пункти:
- с. Мотійки
- с. Ноздрище
- с. Христинівка

## Населення
Кількість населення ради, станом на 1923 рік, становила 1 315 осіб, кількість дворів — 241.
Відповідно до результатів перепису населення СРСР, кількість населення ради, станом на 12 січня 1989 року, становила 1 285 осіб.
Станом на 5 грудня 2001 року, відповідно до перепису населення України, кількість мешканців сільської ради становила 386 осіб.

## Склад ради
Рада складалася з 12 депутатів та голови.

### Керівний склад сільської ради
| ПІБ                     | Основні відомості                                                    | Дата обрання | Дата звільнення |
| ----------------------- | -------------------------------------------------------------------- | ------------ | --------------- |
| Шманчук Ніна Миколаївна | Сільський голова, 1963 року народження, освіта, член народної партії | 26.03.2006   | 31.10.2010      |
| Шманчук Ніна Миколаївна | Сільський голова, 1964 року народження, освіта вища, позапартійна    | 31.10.2010   |                 |

Примітка: таблиця складена за даними джерела

## Історія
Створена 1923 року як Христинівська сільська рада, в складі сіл Ноздрище і Христинівська та хутора Криниці Христинівської волості Овруцького повіту Волинської губернії. Станом на 1 жовтня 1941 року х. Криниці не значився на обліку населених пунктів.
Станом на 1 вересня 1946 року сільська рада входила до складу Народицького району Житомирської області, на обліку в раді перебували села Ноздрище та Христинівка.
11 серпня 1954 року, відповідно до указу Президії Верховної ради Української РСР «Про укрупнення сільських рад по Житомирській області», до складу ради включено села Залісся, Мотійки та Ступища ліквідованої Заліської сільської ради Народицького району. 2 вересня 1954 року, відповідно до рішення Житомирського облвиконкому № 1087 «Про перечислення населених пунктів в межах районів Житомирської області», підпорядковано с. Нове Шарне Народицької сільської ради. 5 липня 1965 року, відповідно до рішення Житомирського ОВК № 403 «Про зміни в адміністративно-територіальному поділі Бердичівського, Дзержинського, Любарського, Новоград-Волинського і Радомишльського районів, та про об'єднання окремих населених пунктів області», с. Ступища приєднано до с. Мотійки.
На 1 січня 1972 року сільська рада входила до складу Народицького району Житомирської області, на обліку в раді перебували села Залісся, Мотійки, Нове Шарне, Ноздрище та Христинівка.
3 жовтня 1986 року, відповідно до рішення Житомирського облвиконкому № 161 «Про зміни в адміністративно-територіальному устрої Народицького району», у с. Залісся відновлено окрему сільську раду у складі Народицького району.
28 грудня 1990 року, відповідно до рішення Житомирської обласної ради, адміністративний центр ради перенесено до с. Мотійки з перейменуванням її на Мотійківську, с. Нове Шарне знято з обліку населених пунктів.
Ліквідована 17 листопада 2015 року через об'єднання до складу Народицької селищної територіальної громади Народицького району Житомирської області.
Входила до складу Народицького (7.03.1923 р., 8.12.1966 р.) та Овруцького (30.12.1962 р.) районів.